# Чуб (зачіска)

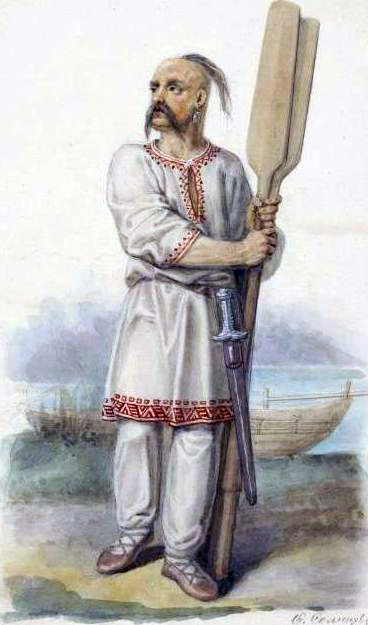
Князь Святослав Ігорович (Хоробрий) за описом Лева Диякона

Чу́б, чупри́на — чоловіча зачіска у вигляді довгого пасма волосся на голеній голові. Одні з найперших згадок про чуб є у візантійських описах князя Святослава Ігоровича.

## Поширення

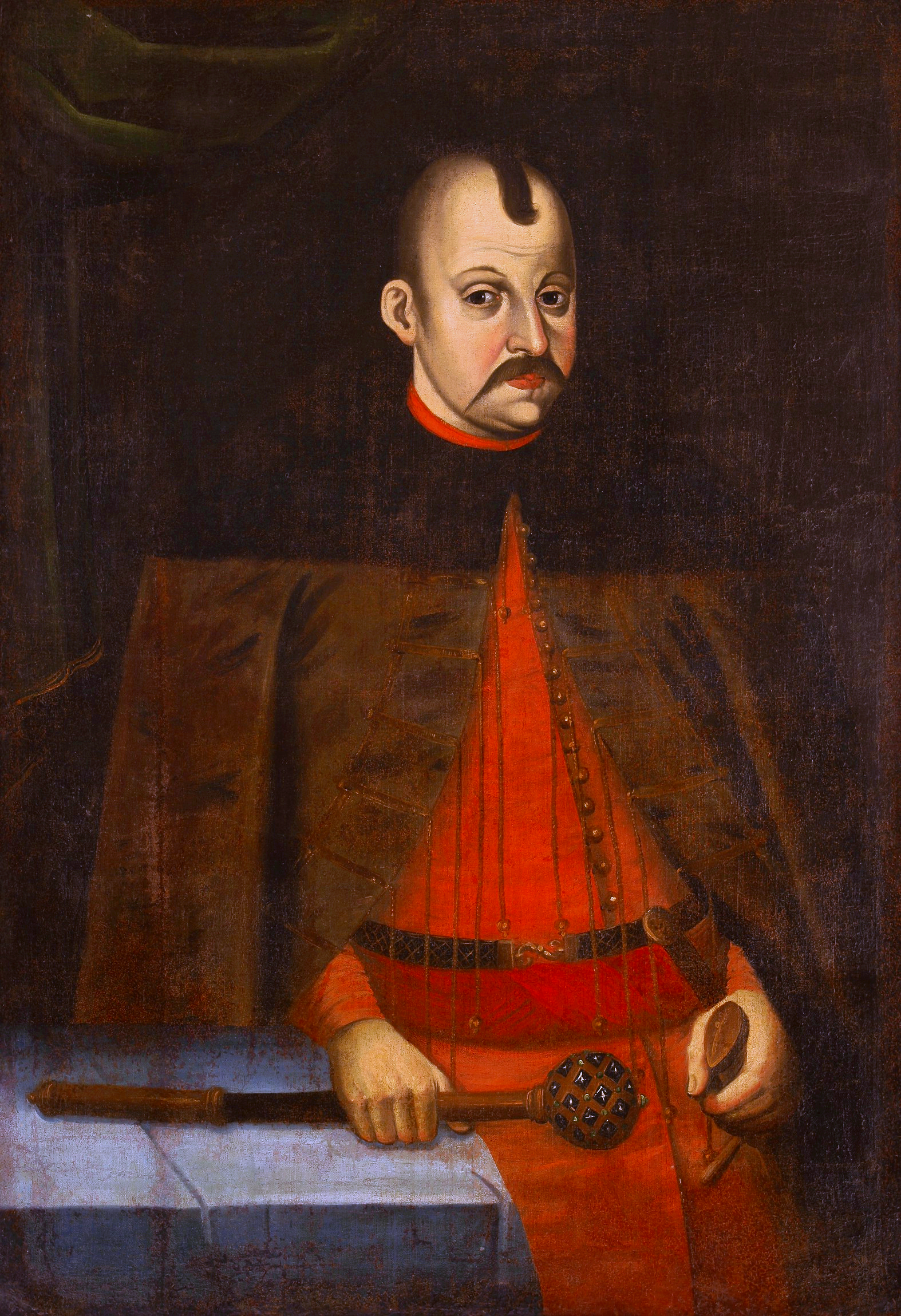
Ольбрахт-Владислав Радзивілл — портрет 17-го століття.

Була поширена у євразійських кочовиків, а також народів, що виводили від них своє походження. У середньовіччі її носили тюрки й татари, а в ранньому новому часі — татари, турки, русини, поляки. В Османській імперії чуб був зачіскою яничарів. У Речі Посполитій був атрибутом «сарматської моди» й мав поширення серед шляхти і козаків.
На теренах Східної Європи найдовше зачіска носилася в Україні: до кінця XVIII століття серед січового козацтва (як ознака приналежності до Січі), а до 1-ї половини XIX століття — українських міщан (як символ приналежності до козацького народу). Інші назви — чуприна, оселедець (російська назва від Катерини ІІ), хохол (московська назва шляхетсько-козацької зачіски в XVII—XIX століттях й зневажлива назва українців, що від неї походить).

## Історія
Одні з найперших згадок про чуб знаходяться у візантійських описах князя Святослава Ігоровича, при цьому така зачіска розглядається як ознака знатного походження. Зокрема відомий візантійський історик-хронист Лев Диякон таким чином зображує київського князя:
|  | …середнього зросту, не надто високого й не дуже низького, бровастий, з ясно-синіми очима, кирпатий, безбородий, з густим волоссям над верхньою губою. Голова була зовсім гола, але з одного боку її звисало пасмо волосся — ознака знатного роду… |

Відомо, що тюрки-кизилбаші голили бороди, відпускали довгі азербайджанські вуса, а на голеній голові залишали чуб. За словами агента Московської компанії Лайонеля Племтрі, який побував в Сефевідській імперії в 1568—1574 рр., довжина чуба в кизилбашів могла досягати 2 футів (~ 61 см), а її власники вірили в те, що за допомогою нього вони легше перенесуться на небо, коли помруть.
Також широко поширеною чуприна була за часів козаків, ставши одним з основних елементів опису козака в образотворчому мистецтві та літературі:
Питалися козака:

«Що то за причина,

Що в вас гола голова,

А зверху чуприна?»

«А причина то така:

Як на війні згину -

Мене ангел понесе

В небо за чуприну»
Степан Руданський

## Козацька зачіска
Чуб та чуприну зазвичай розглядають як два окремі види зачіски. Чуб підстригався так: над лобом на скронях і на потилиці волосся голилося чи стриглося при тілі, і тільки серед голови залишалося на долоню широке, кругле пасмо довгого волосся. Те волосся розчісували на всі боки і підстригали кругом — вище над лобом, а нижче на потилиці. Таким чином голені місця прикривалися чубом і здавалося, що голова вся у волоссі; тільки коли чуб закочувався вітром, то голий череп відкривався, і від того обличчя людини робилося дико-величним і войовничим.
Зовсім інакше підстригалася чуприна. Вся голова голилася чи стриглася при тілі, над самим же лобом лишали кругле пасмо волосся пальців у три ширини. Волосся те часом відростало у довгу косу, яку можна було зачесати на лівий бік, або обвести кругом голови і замотати за ліве вухо, або просто довести до нього і замотати. Частіше, коли вона була не дуже довга, тільки спускалася на вухо і кінець її теліпався на плечі. Вважалося, що така коса надає лицю дуже войовничий вигляд та оригінальну красу.
Чуприну неодмінно носили за лівим вухом, як усі відзнаки і нагороди.
В Україні існував навіть спеціальний термін «чупринди́рь» — хоробрий, як запорожець, що носить чуприну на голові.
Щоб отримати право поголити чуприну згідно козацького звичаю, молодики повинні були пройти ряд випробовувань.

## Галерея

### Турки

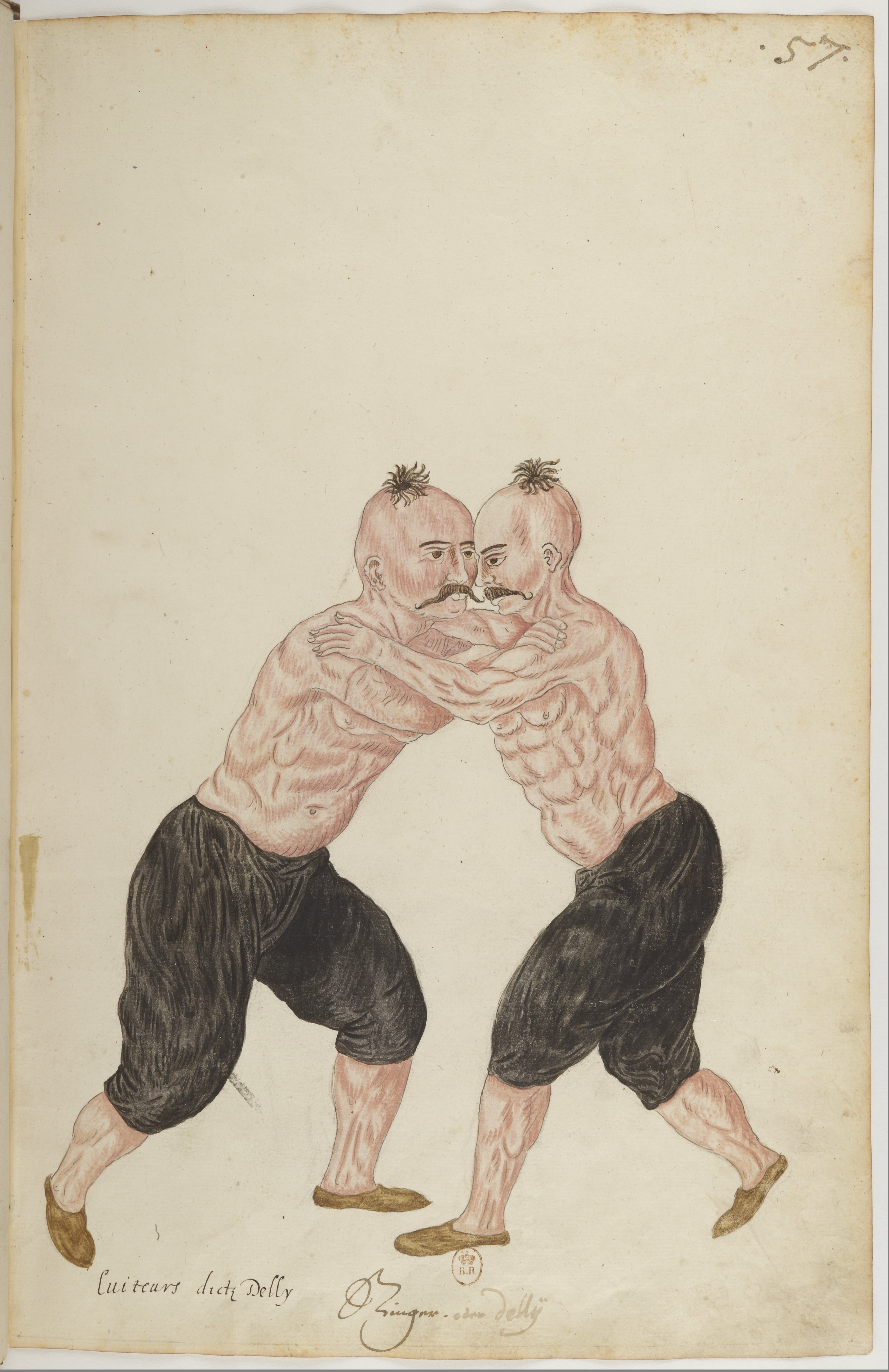
Борці Делі
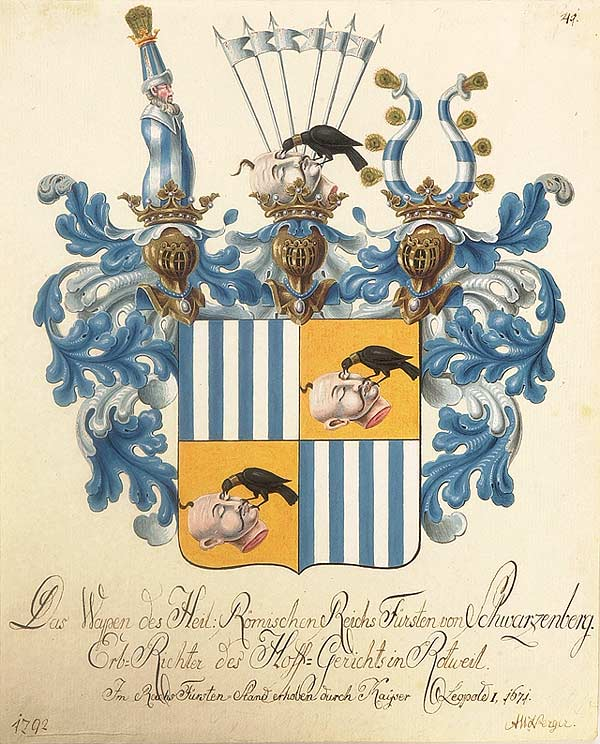
Герб князів Шварценбергів з головою яничара
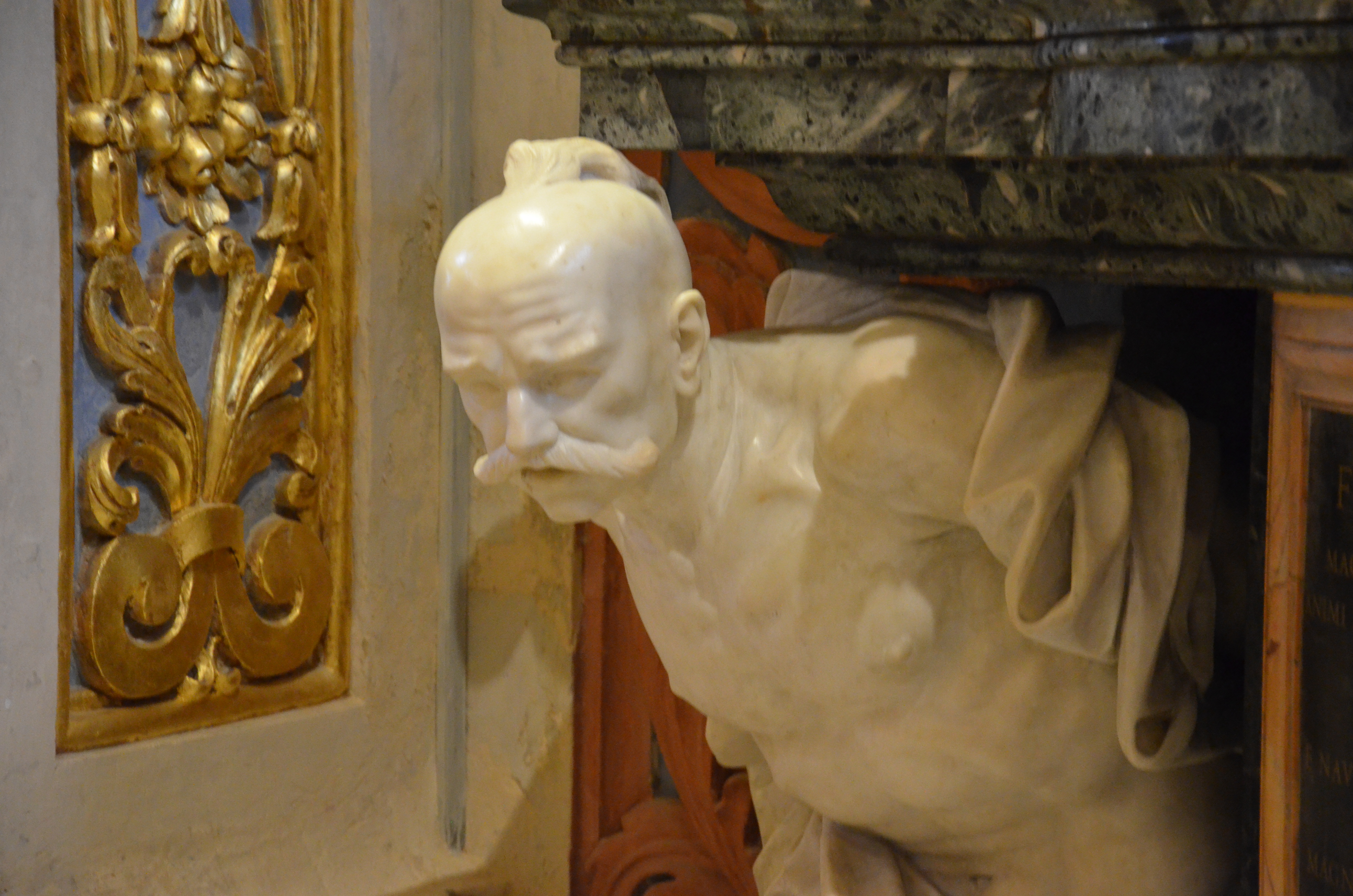
Скульптура турка[11] в складі пам'ятника Великому Магістрові Ніколо Коттонеру з Мальтійського собору
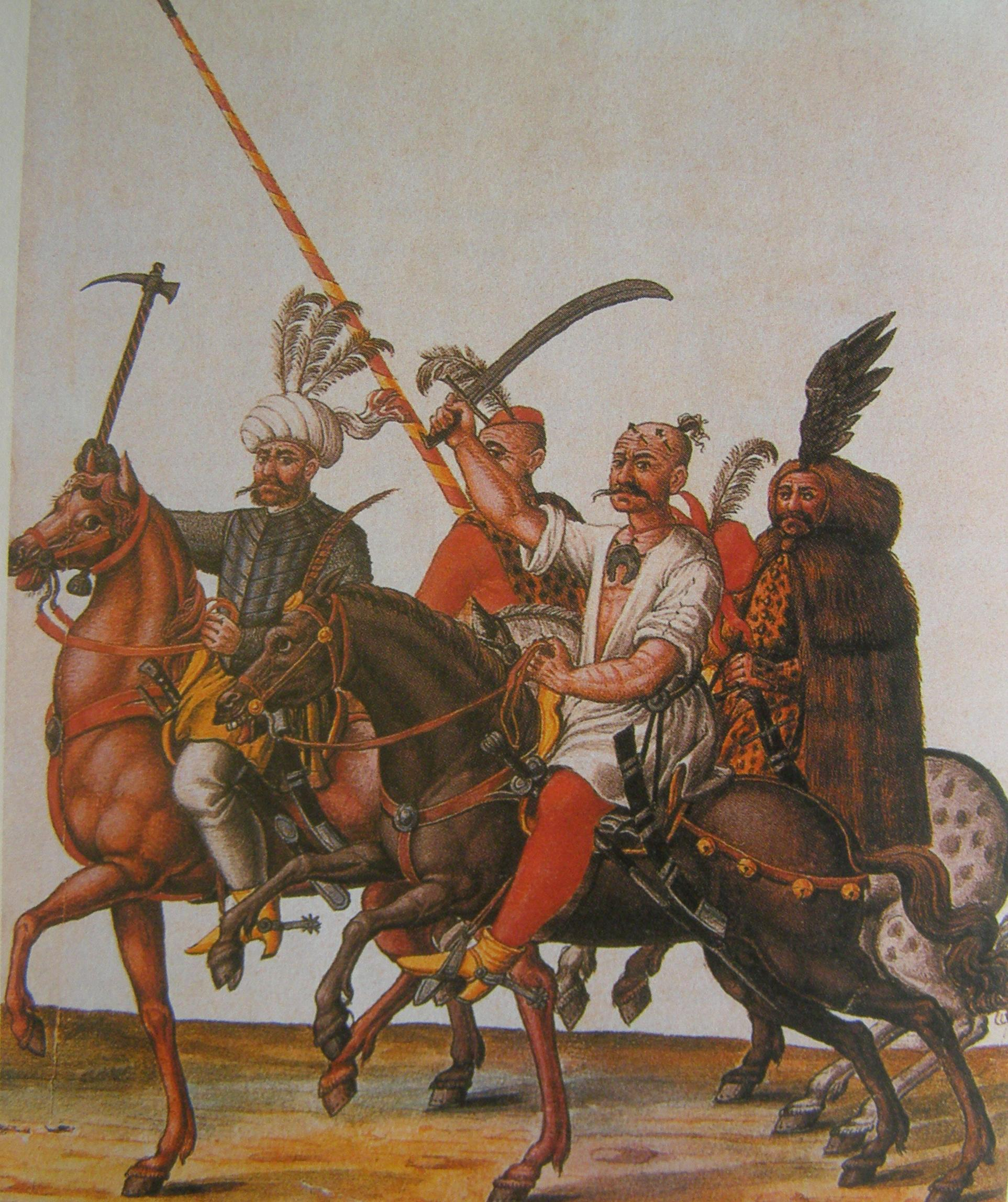
Османський кіннотник з чубом
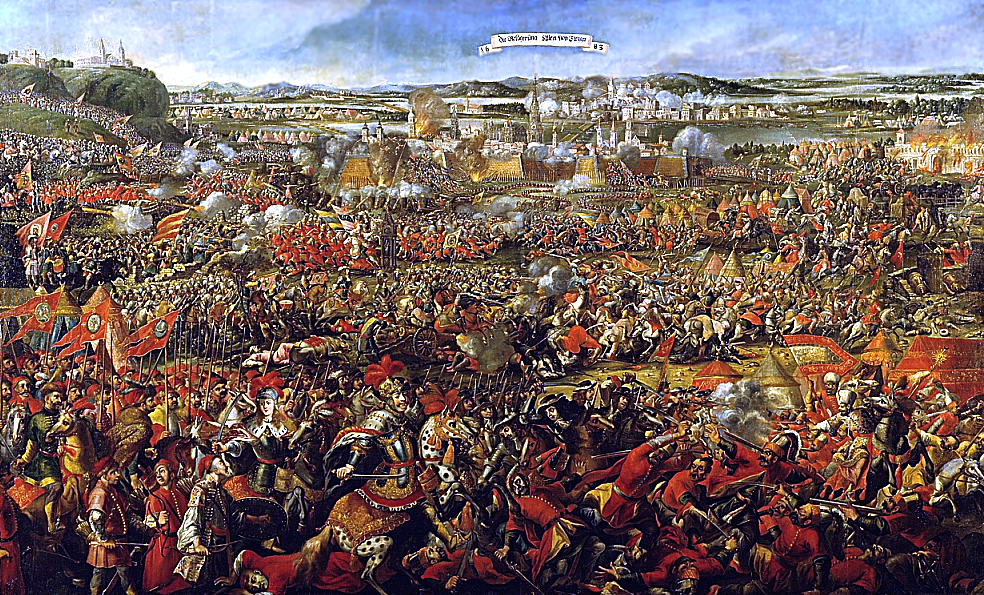
Поляки б'ють чубатих яничарів під Віднем 1683
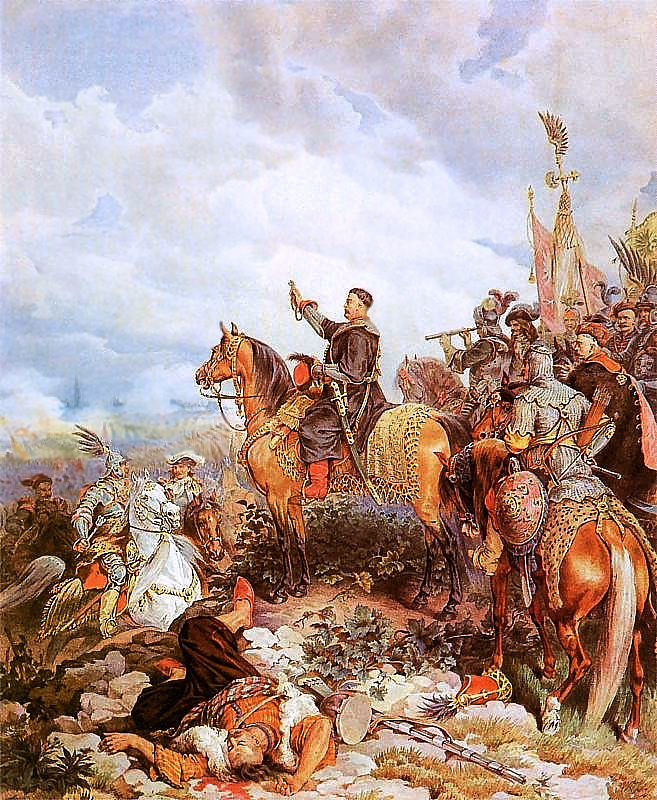
Ян ІІІ Собеський над яничаром
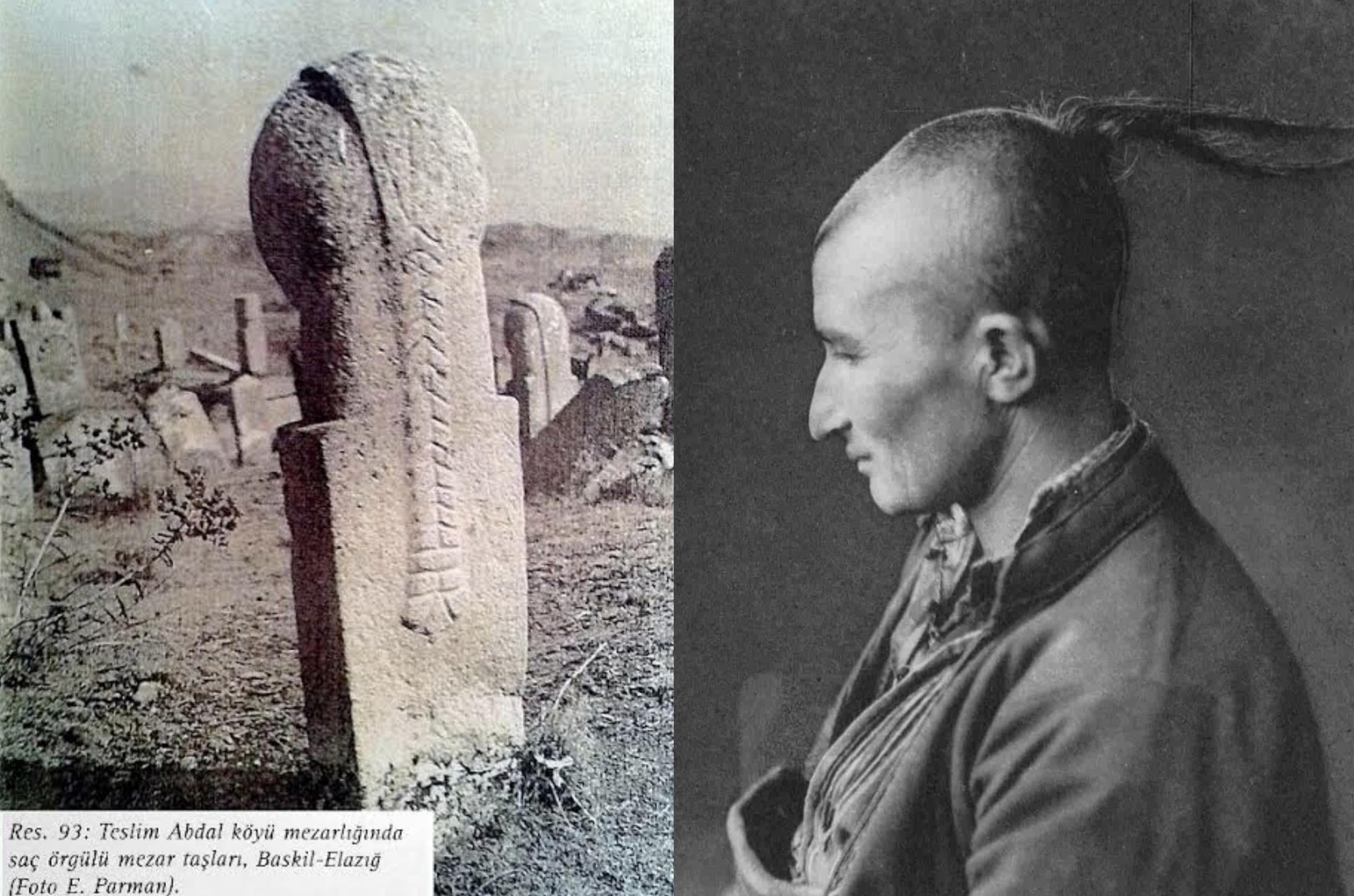
Зліва надгробок у вигляді мужчини з довгим чубом на кладовищі юруків-алевітів в турецькому Елазигі. Зправа - юрук з чубом на фотографії Фелікса фон Лушана.

### Азербайджанці

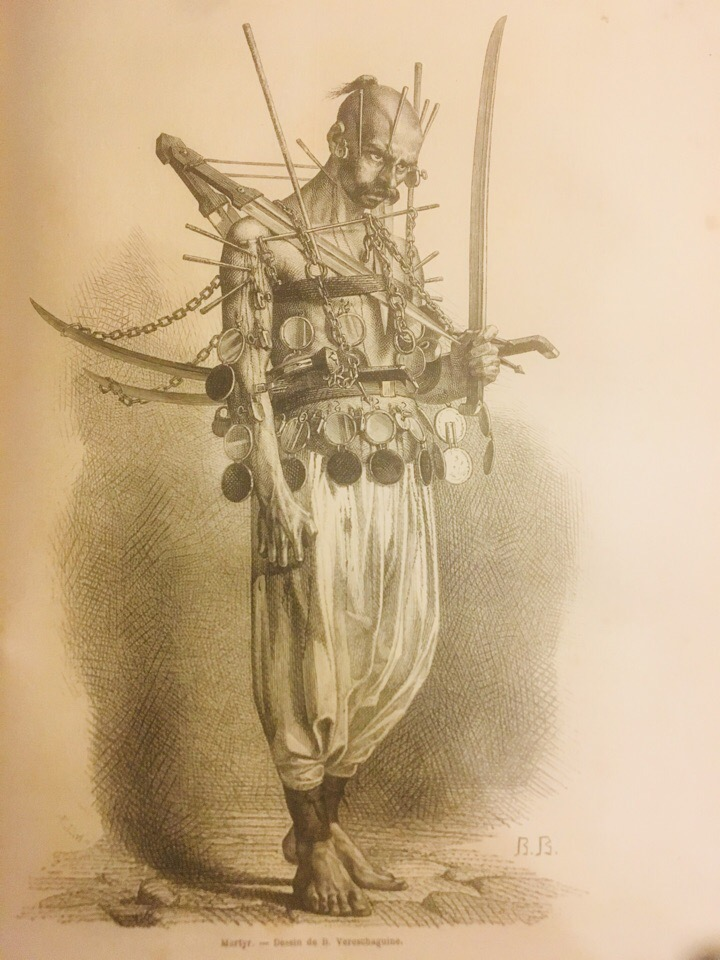
Азербайджанець з Карабаху під час траурної ходи з традиційною зачіскою "кекіл".

### Шляхта

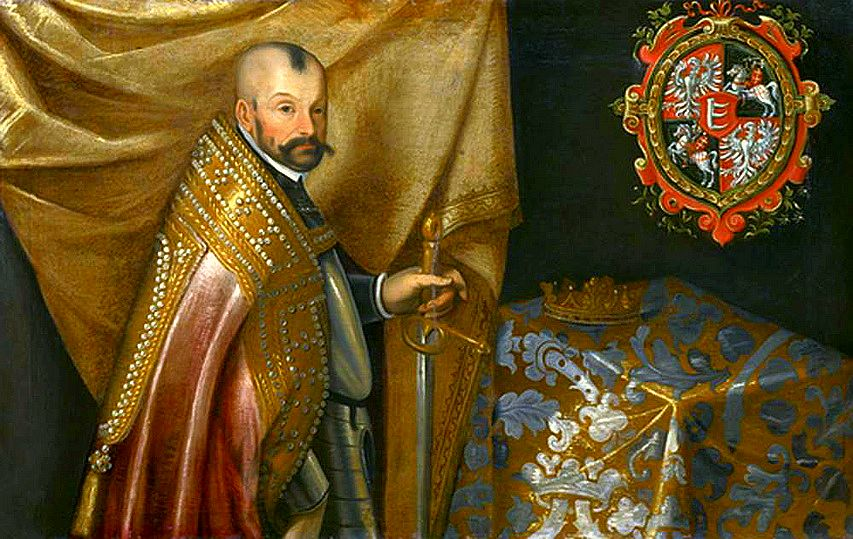
король Стефан Баторій
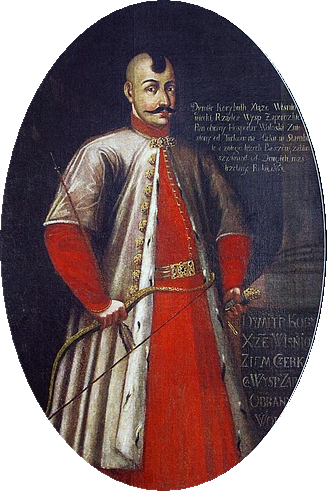
князь Дмитро Вишневецький
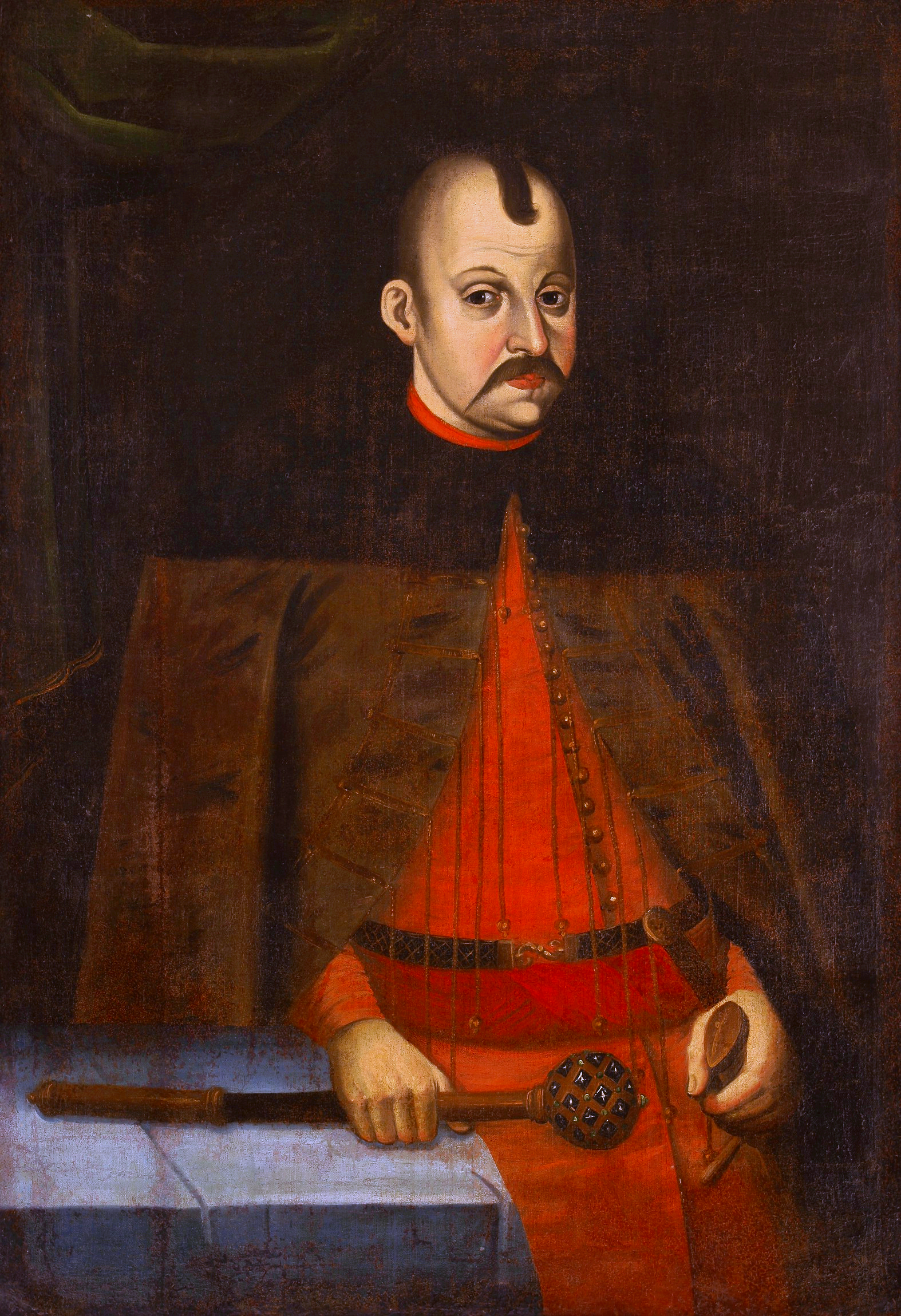
князь Ольбрахт-Владислав Радзивілл
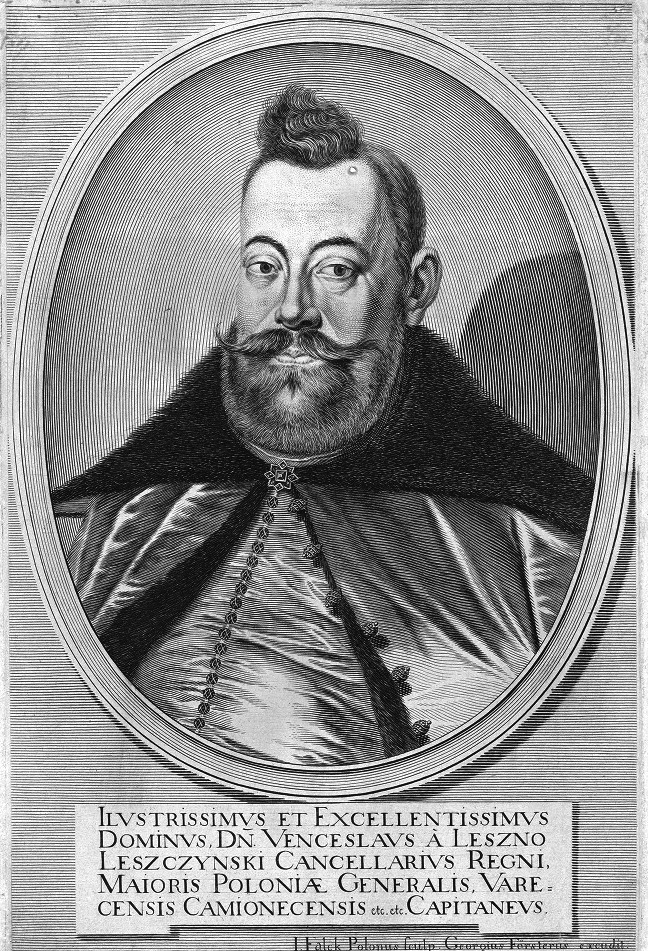
Вацлав Лещинський
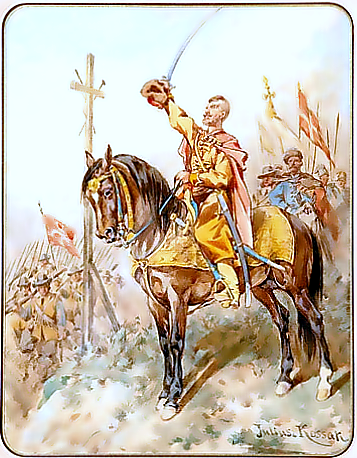
князь Ярема Вишневецький
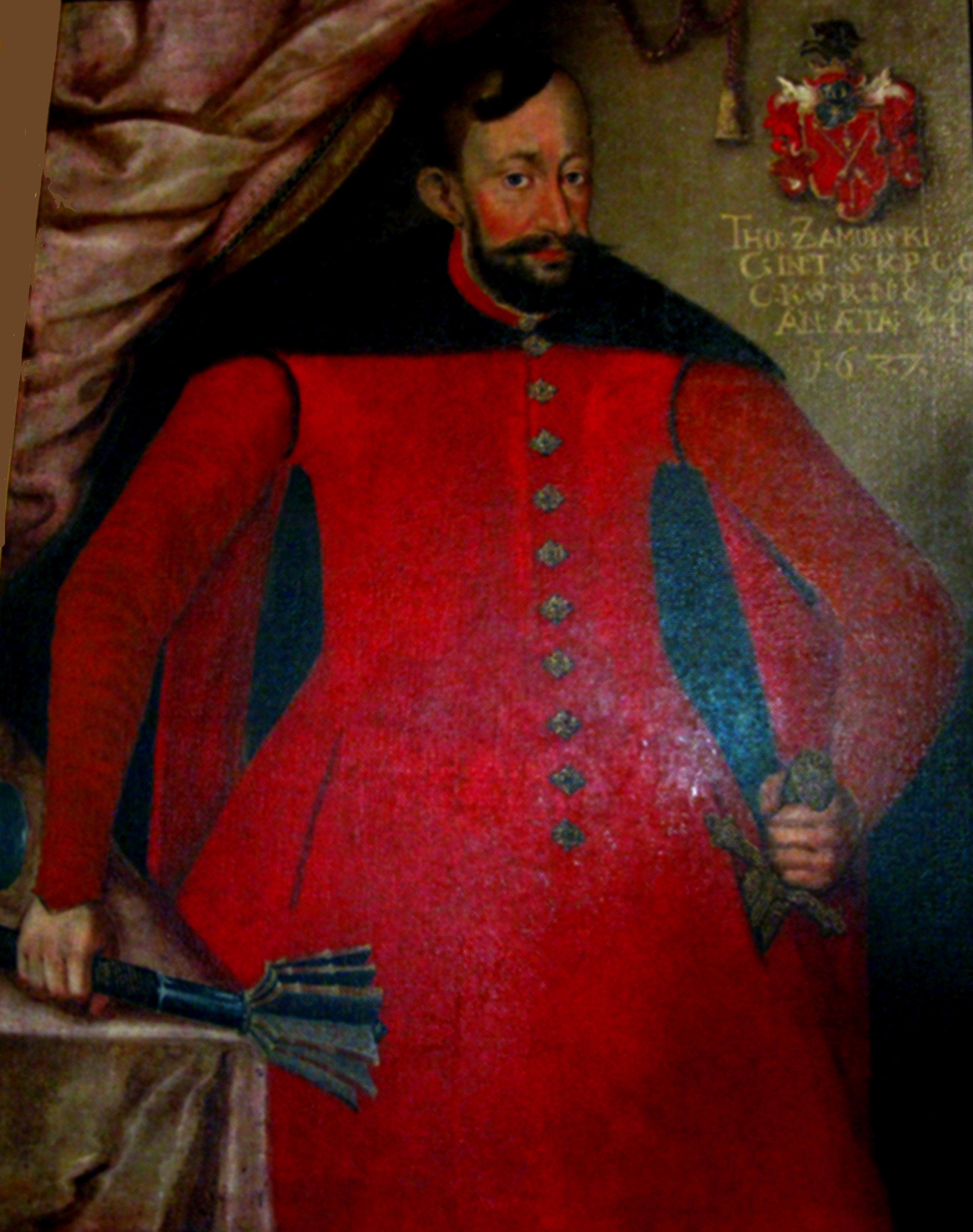
Томаш Замойський
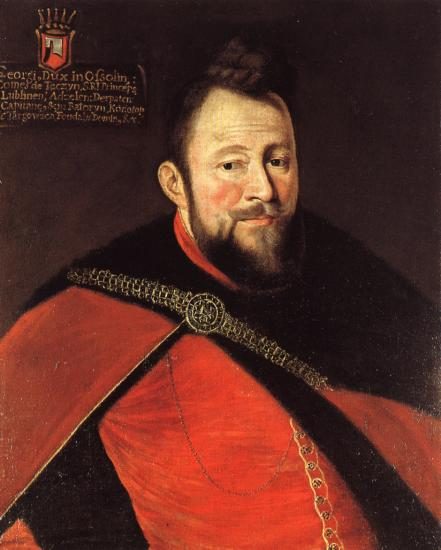
князь Єжи Оссолінський
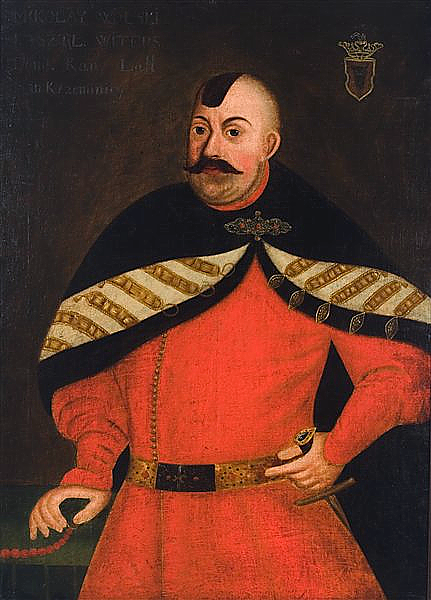
Миколай Вольський
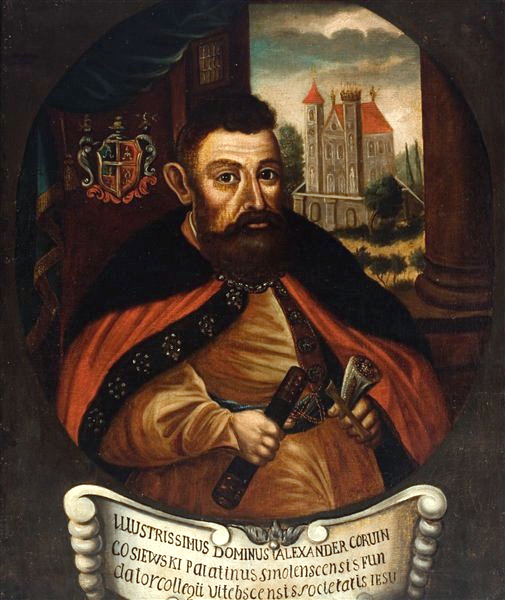
Олександр Корвін-Госевський
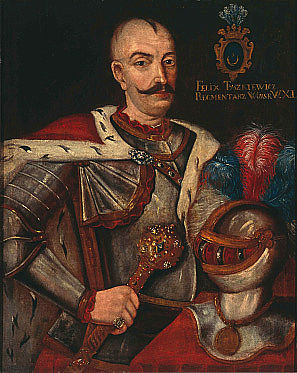
Фелікс Тишкевич
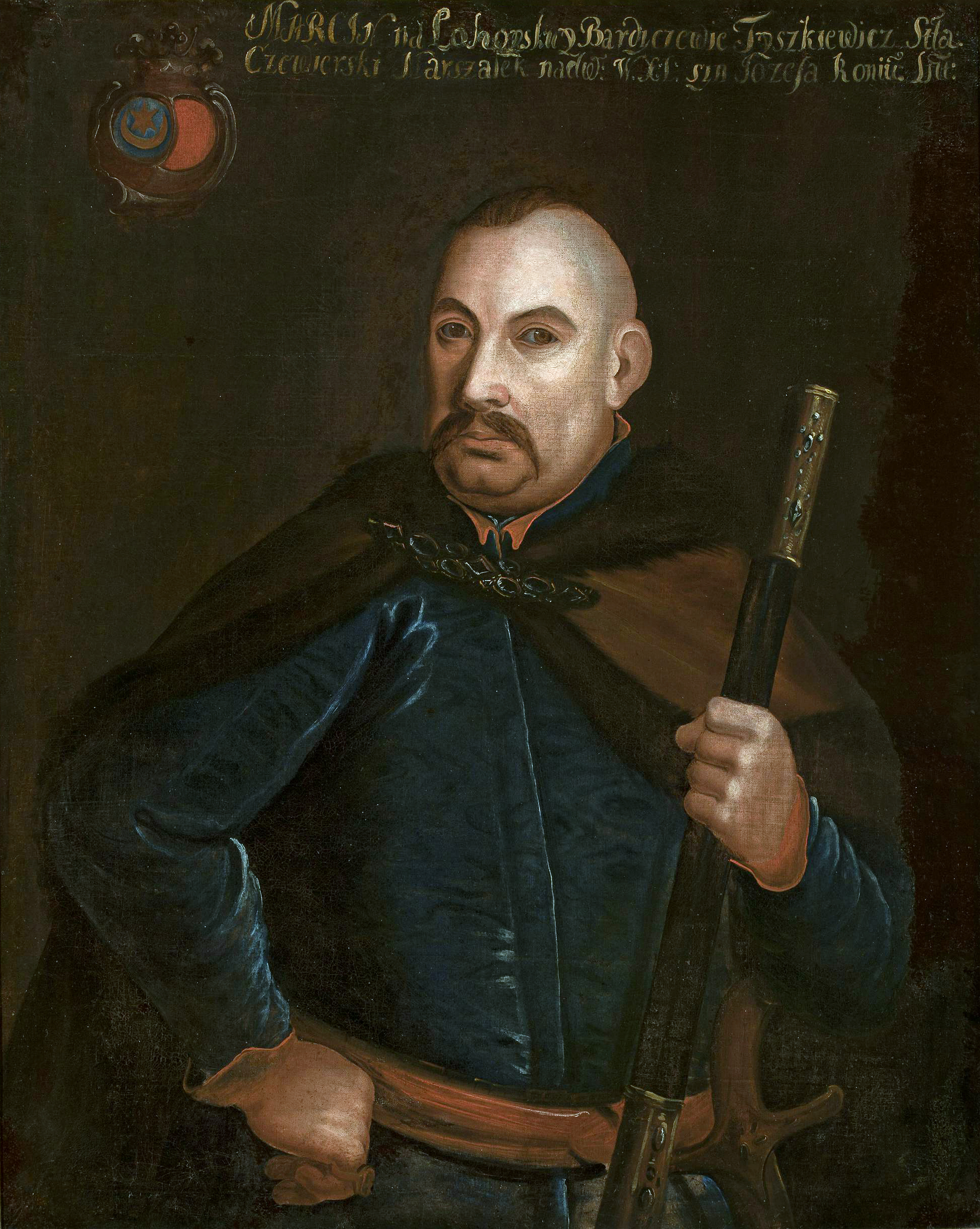
Мартин Тишкевич
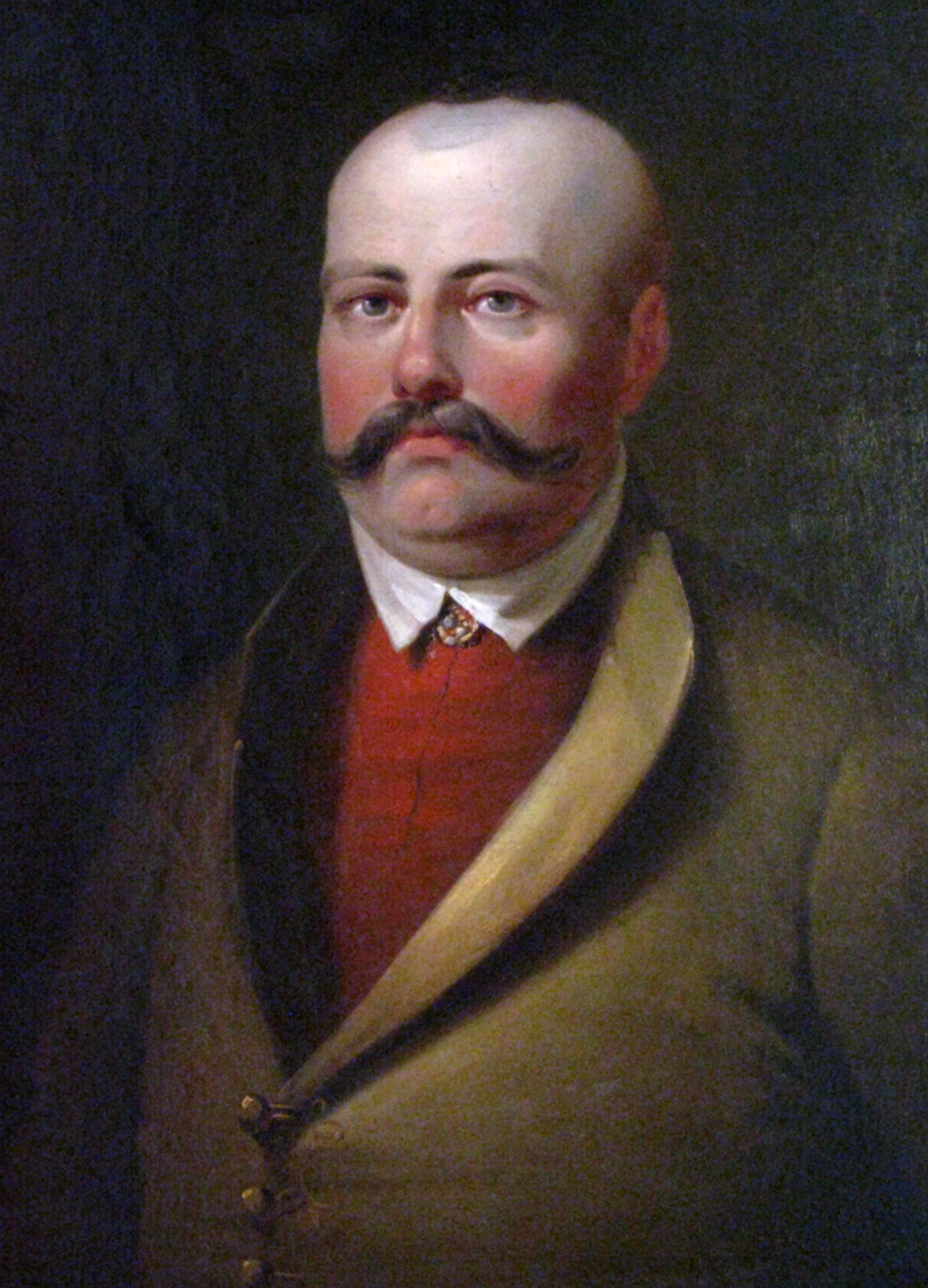
Тадеуш Рейтан
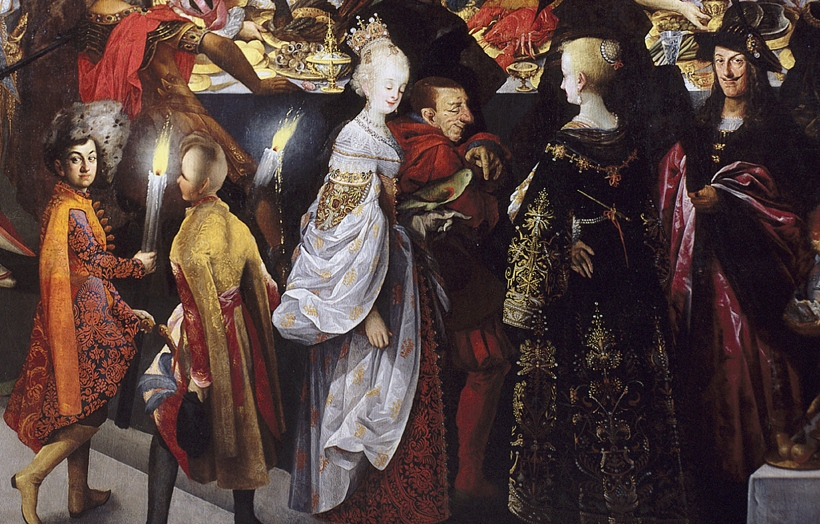
Пажі (правий з чубом)
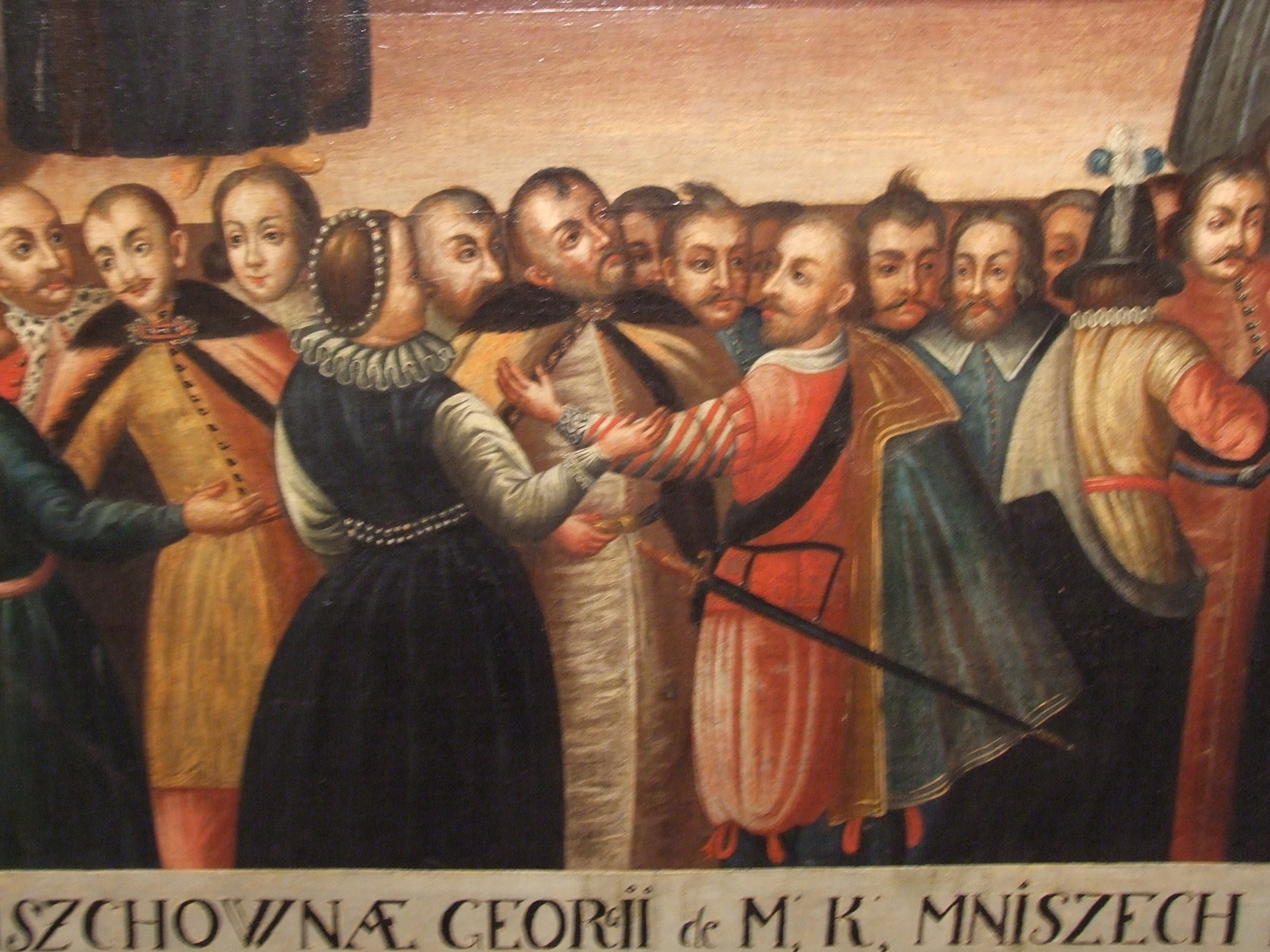
Шляхта на заручинах Лжедмитра.

### Козаки

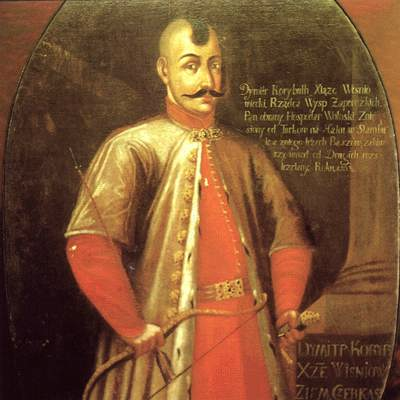
Дмитро Вишневецький
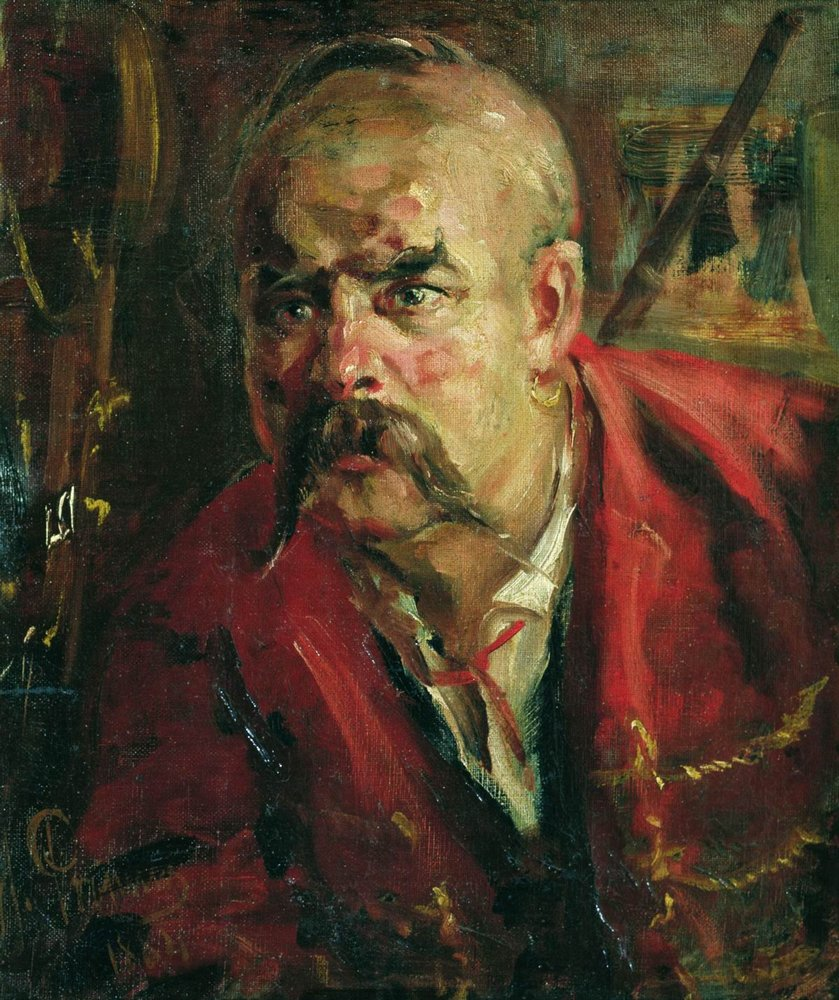
Отаман
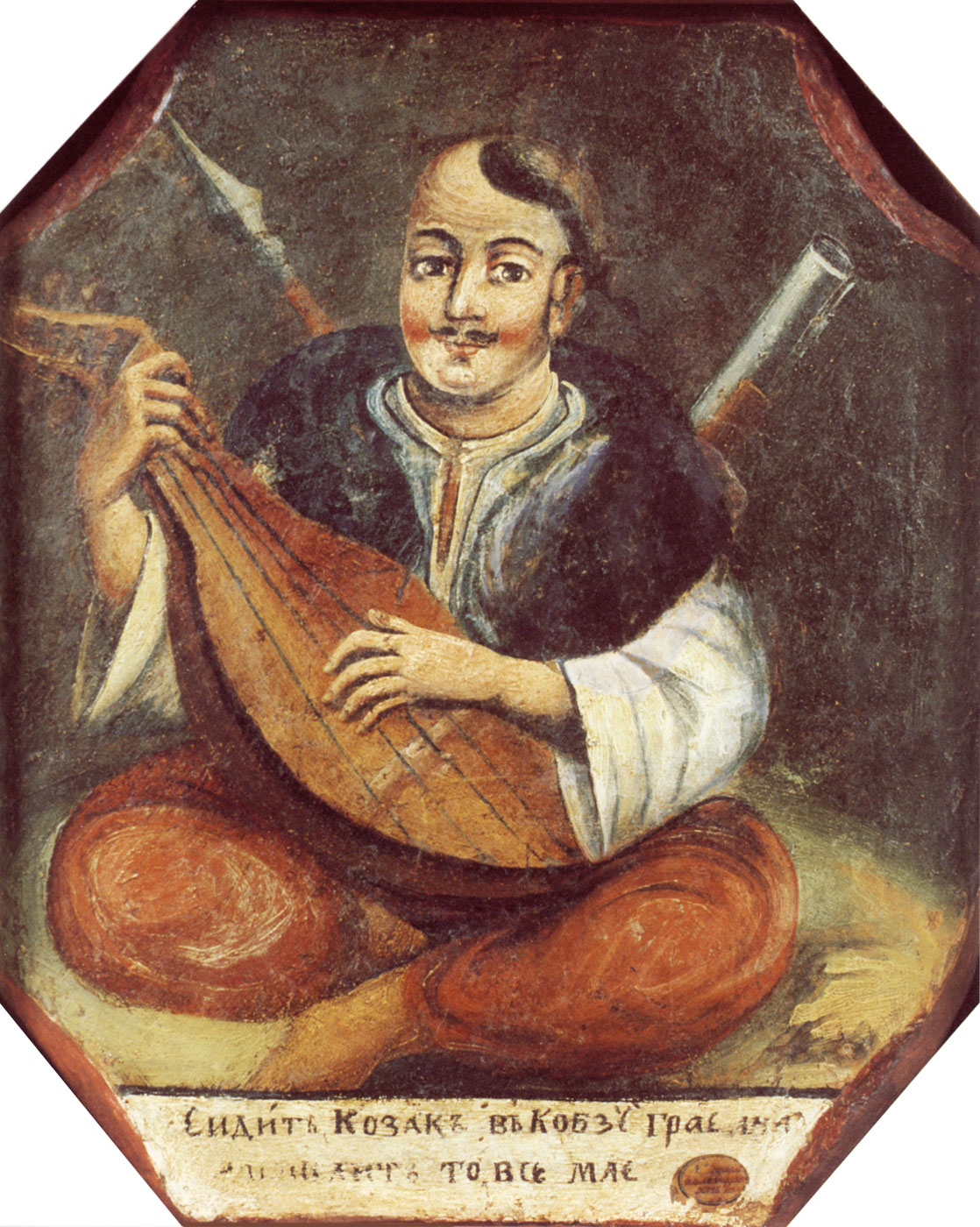
Козак Мамай. 18 століття
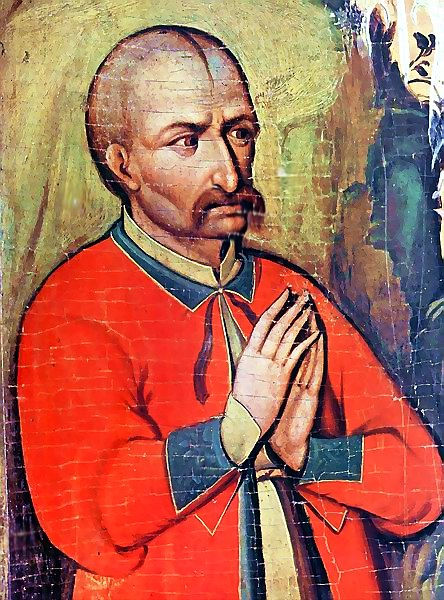
18 століття
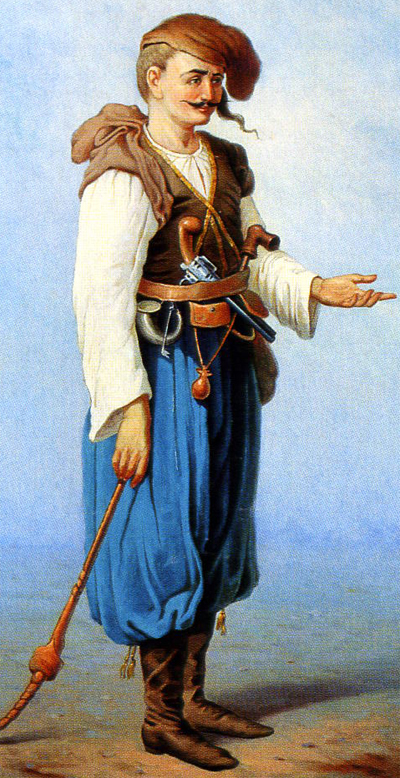
19 століття
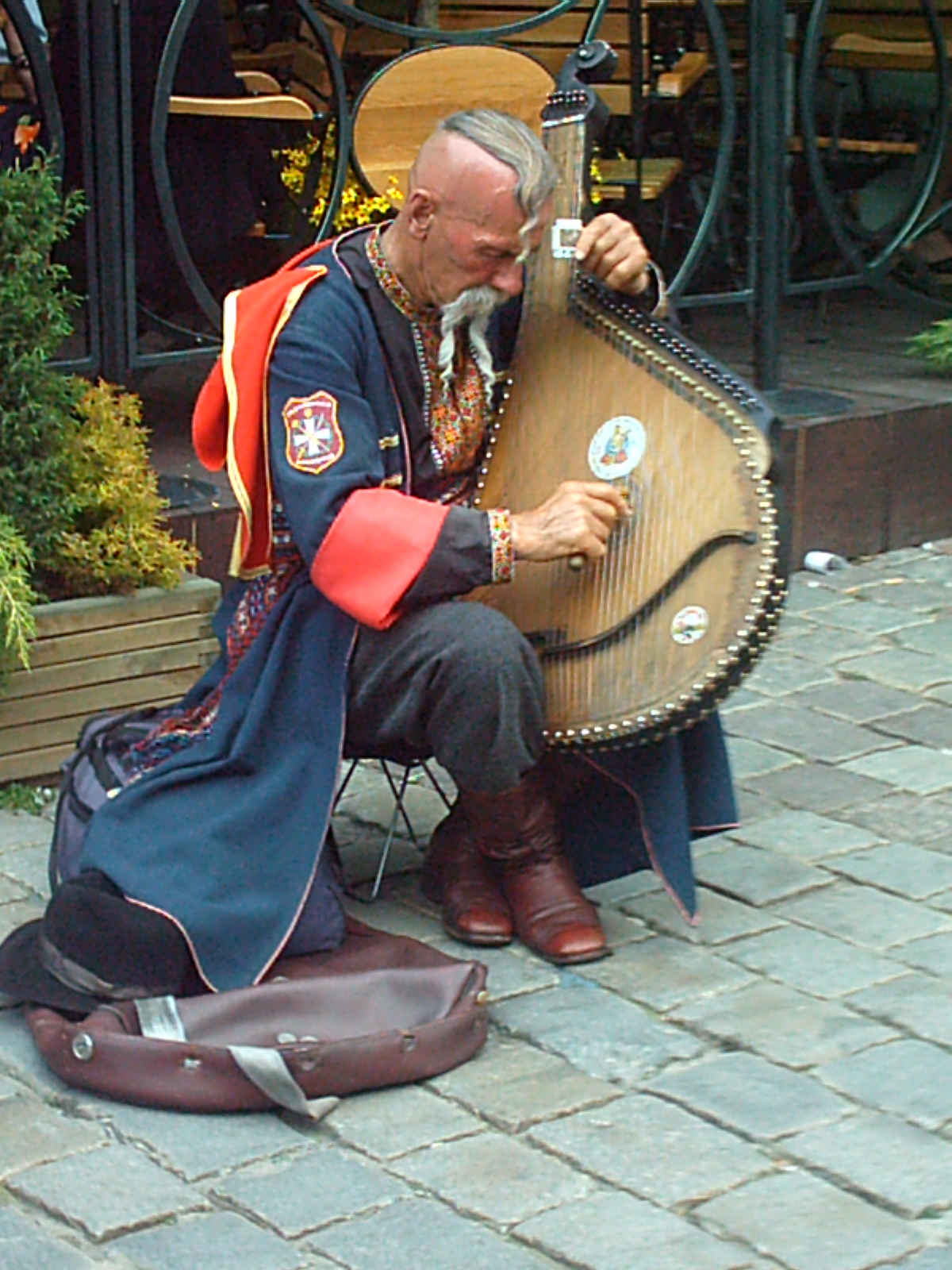
20-21 століття, сучасний бандурист з Ялти (АР Крим) Остап Кіндрачук

### Уявні образи

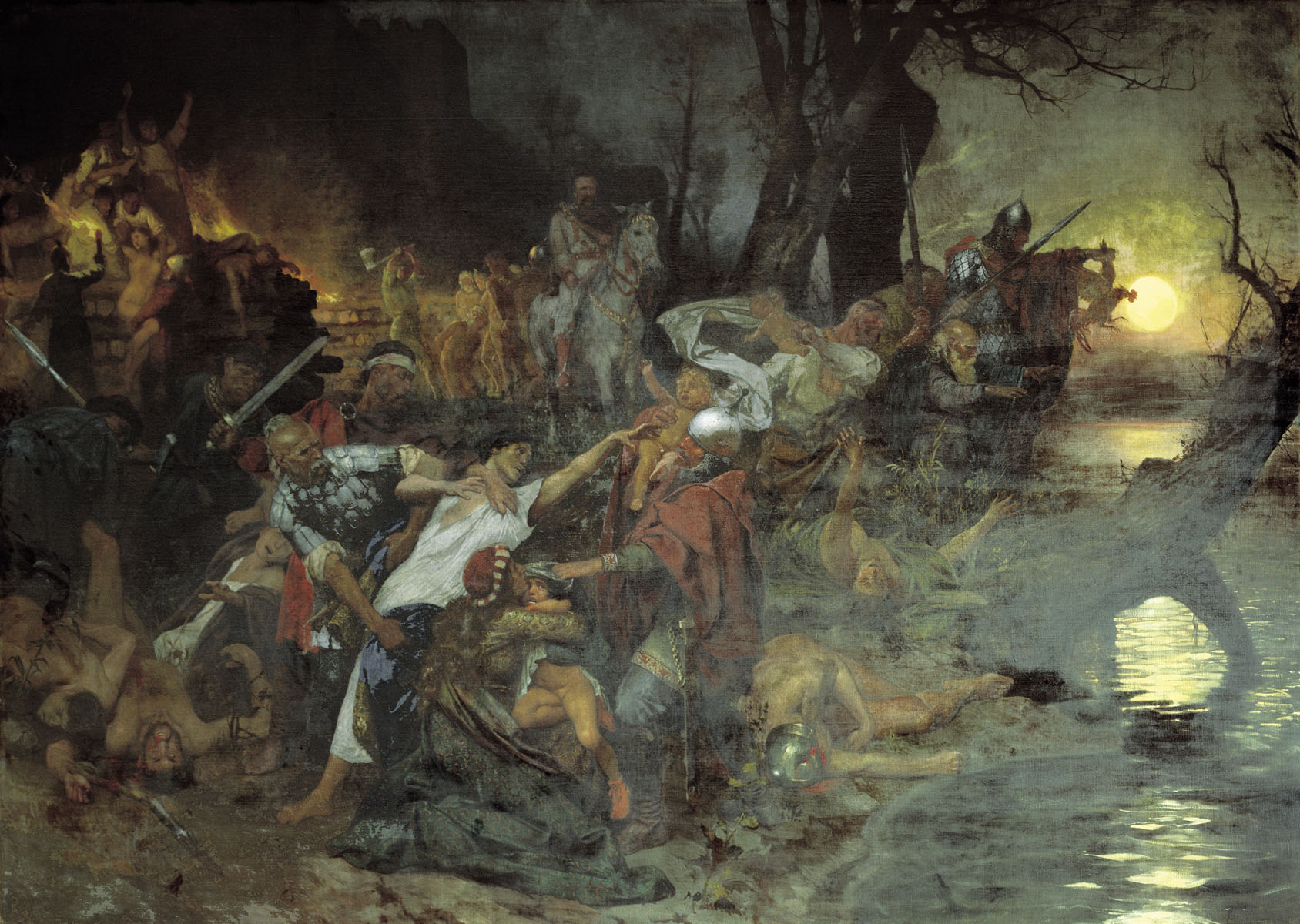
Тризна воїнів Святослава, Руси
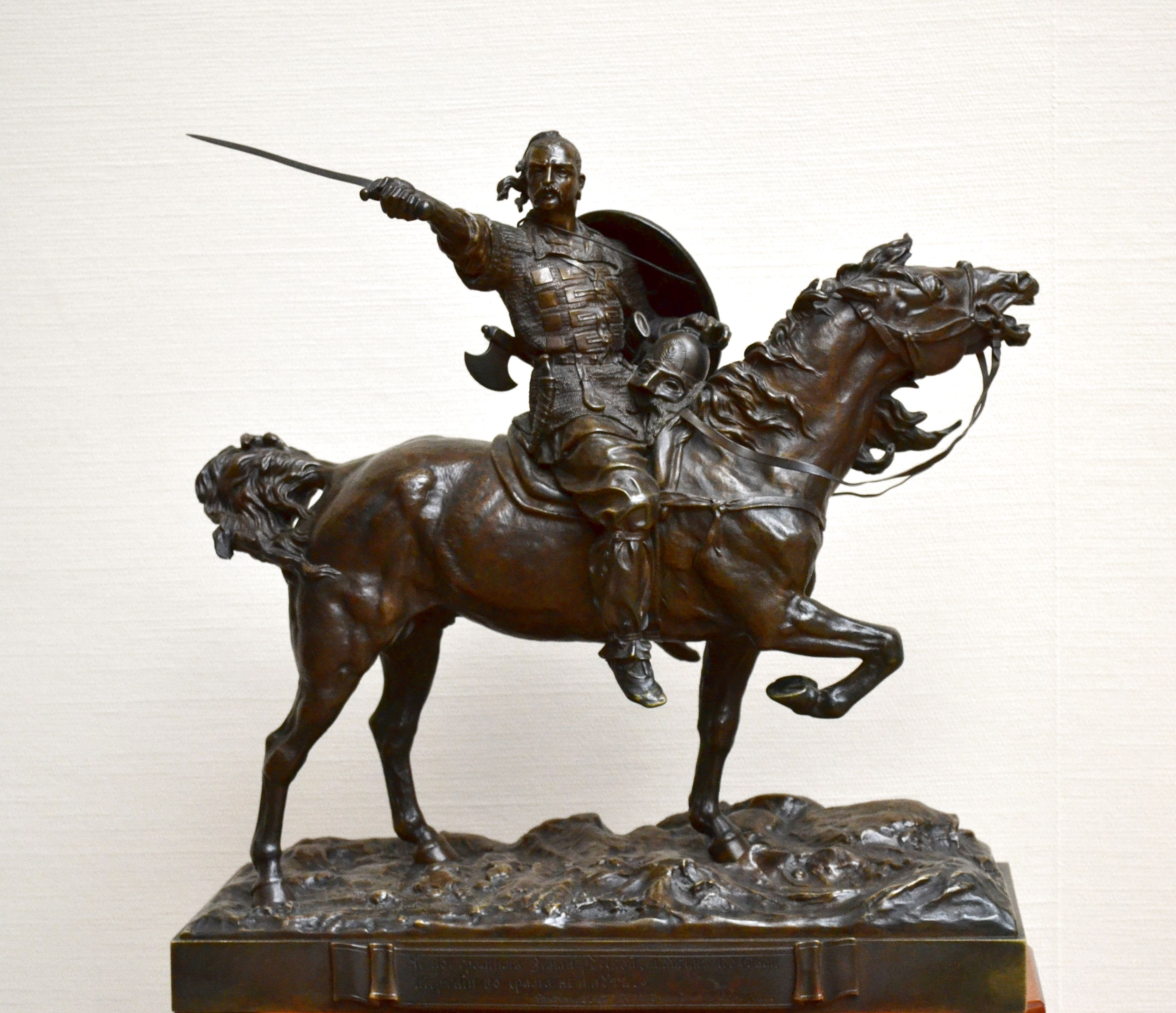
Святослав I Хоробрий
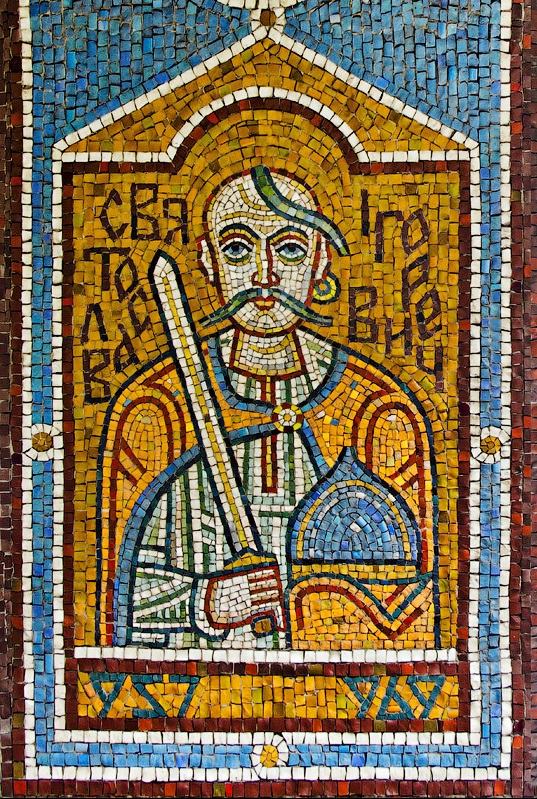
Святослав I Хоробрий
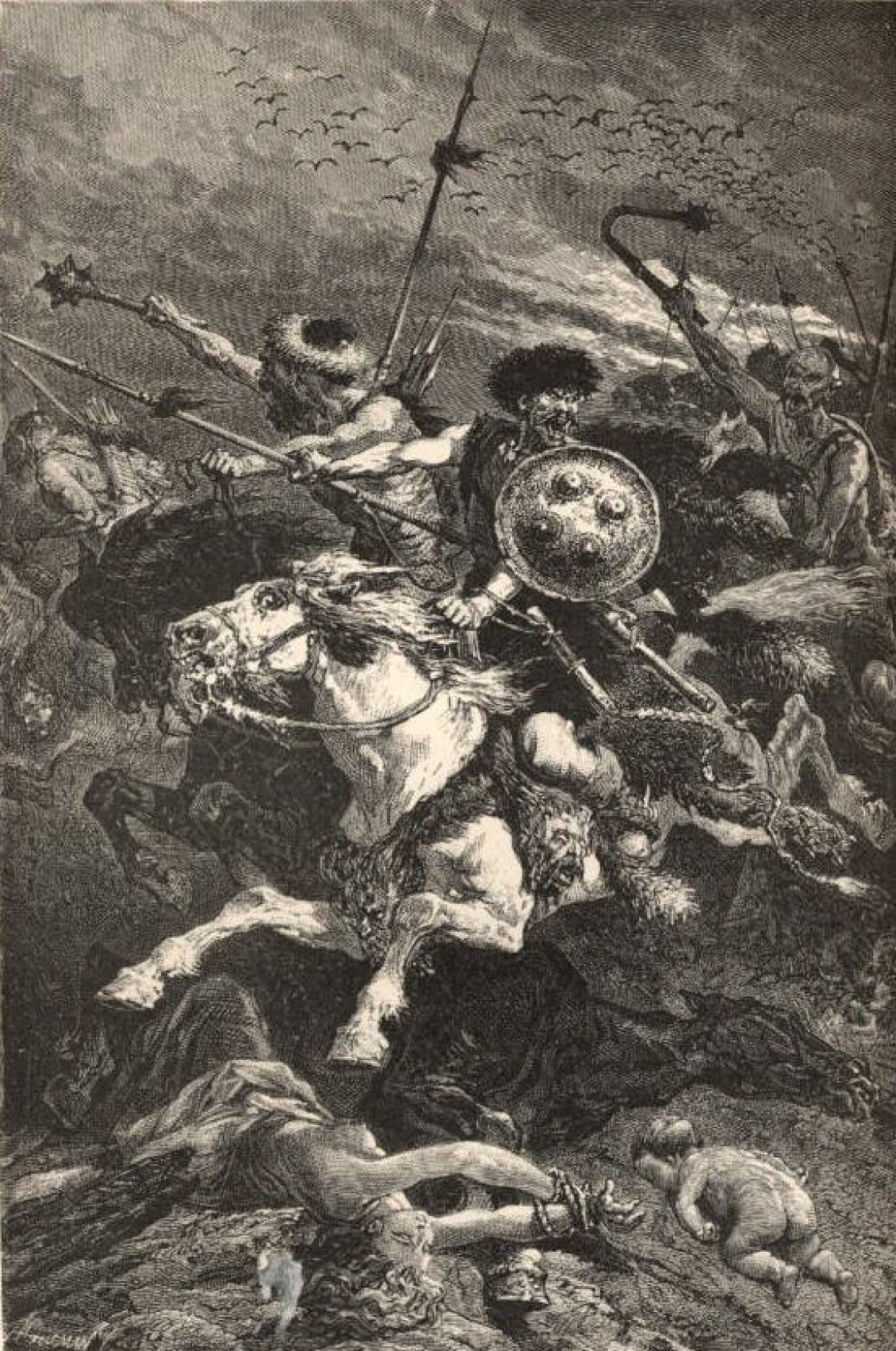
Гуни на Каталонських полях